# Pazduha
Pázduha ali podpázduha (medicinsko tudi aksíla) je jama, ki jo omejujejo lateralno nadlaket, medialno stena prsnega koša, spredaj in zadaj pa mišice.
Pazduha sestoji iz maščobnega in rahlega areolarnega tkiva. V pazduhi potekajo pazdušne žile (pazdušna arterija, pazdušna vena), brahialni pletež, določene veje medrebrnih živcev in številne pazdušne bezgavke.